# فوتبال در اروگوئه

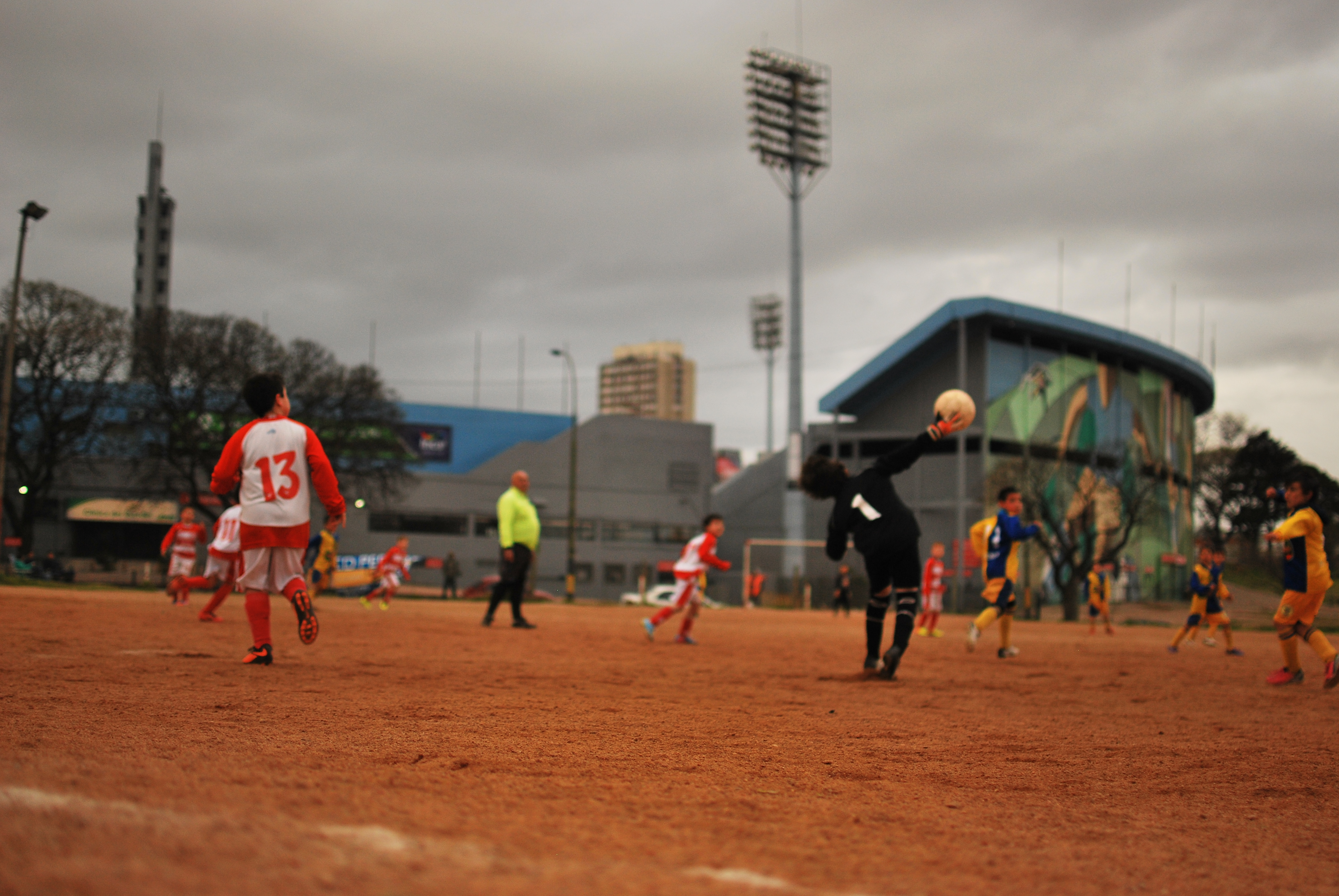
تصویری از فوتبال محلی در کشور اروگوئه

فوتبال پرطرفدارترین ورزش در اروگوئه است. تیم ملی فوتبال اروگوئه دو مرتبه قهرمان جام جهانی فوتبال شده و سه بار هم به نیمه‌نهایی رسیده است. تیم ملی این کشور قهرمان نخستین دوره این تورنومنت در ۱۹۳۰ شد و دوباره در ۱۹۵۰ به قهرمانی رسید. همچنین، تیم ملی فوتبال اوروگوئه دو بار در ۱۹۲۴ و ۱۹۲۸ قهرمان المپیک شد.

## تاریخچه
این ورزش در ابتدا توسط مهاجران و دور از وطن‌های بریتانیایی در قرن نوزدهم به این کشور معرفی گشت. برخی رفرنس‌ها می‌گویند که این بازی در ۱۸۸۰ دبیرستان انگلیسی (به انگلیسی: English High School) توسط هنری کسل آیر (زاده مارس ۱۸۵۲ در بدمینستر) معرفی شده بود. 

## تیم ملی
تیم ملی فوتبال اوروگوئه بیش از هر کشوری در تورنومنت‌های بین‌المللی به قهرمانی رسیده است. در کوپا آمریکا آن‌ها موفق‌ترین تیم هستند و ۱۵ بار عنوان قهرمانی را کسب کرده‌اند. اوروگوئه قهرمان نخستین دوره جام جهانی در ۱۹۳۰ شد که در فینال آرژانتین را شکست داد. در ۱۹۵۰ دومین بار قهرمان جام جهانی شدند و در فینال برزیل را مغلوب خود کردند. آن‌ها دو مرتبه طلای المپیک را در ۱۹۲۴ و ۱۹۲۸ برده‌اند.